# Fort Riley

Cresta da 1.ª Divisão de Infantaria do Exército dos EUA, com sede na base de Fort Riley.

Fort Riley é uma grande instalação militar (base) do Exército dos Estados Unidos localizada na região nordeste do Kansas, nas margens do rio Kansas entre Junction City e Manhattan (Kansas). A Fort Riley Military Reservation ocupa uma área de 407 km² nos condados de Geary e Riley, estando repartida por duas áreas censitárias (Fort Riley North e Fort Riley-Camp Whiteside). A base é frequentada diariamente por quase 25 000 pessoas. A parte do forte que contém o conjunto habitacional faz parte do local designado pelo censo de Fort Riley, com uma população residencial de 6.368 no censo de 2019.